# دانيال جي. تايلور
دانيال جي. تايلور (بالإنجليزية: Daniel G. Taylor)‏ هو سياسي أمريكي، ولد في 15 نوفمبر 1819 في سينسيناتي في الولايات المتحدة، وتوفي في 8 أكتوبر 1878 في سانت لويس في الولايات المتحدة. حزبياً، نشط في الحزب الجمهوري.